# Shirō Sagisu
Shirō Sagisu (鷺巣 詩郎, Sagisu Shirō, born August 29, 1957) és un compositor, arranjador i productor musial japonès. Amb una carrera de més de 40 anys (començant a finals de la dècada de 1970), és conegut sobretot pels seus treballs com a productor discogràfic d'actes que inclouen diversos membres del cor Mike Wyzgowski, Misia, Satoshi Tomiie, i Ken Hirai. Sagisu també ha treballat com compositor per diversos animes i pel·lícules i és conegut per les seves col·laboracions amb Gainax, especialment la banda sonora de la sèrie de Hideaki Anno Neon Genesis Evangelion.
La carrera musical de Sagisu va començar l'any 1977, quan es va convertir en un dels membres de la banda de fusió de jazz T-Square. Va fer tres àlbums amb el grup abans de convertir-se en compositor i escriptor a temps complet el 1979. El 1997, havia compost més de 2.000 cançons, jingles publicitaris i peces de televisió i pel·lícules. Sagisu va guanyar el Premi Tokyo Anime a la "Millor música" el 2010 per Evangelion: 2.0 You Can (Not) Advance. Sagisu va organitzar una interpretació de l'himne nacional japonès, "Kimigayo", interpretat a la cerimònia d'obertura dels Jocs Olímpics d'estiu de 2020 per Misia.

## Discografia

### En solitari
| Any  | Títol                                           | Ref(s) |
| ---- | ----------------------------------------------- | ------ |
| 1979 | EYES                                            | [ 5 ]  |
| 1980 | Pole Position 2                                 | [ 6 ]  |
| 1994 | Final Fantasy VI Grand Finale                   | [ 7 ]  |
| 1999 | Shiro's Songbook                                | [ 8 ]  |
| 2000 | Shiro's Songbook 2                              | [ 9 ]  |
| 2001 | Tribute to Cool! Shiro's Songbook 2.5           | [ 10 ] |
| 2001 | 5.1 Gospel Songbook                             | [ 11 ] |
| 2002 | Shiro's Songbook "Remixes and More"             | [ 12 ] |
| 2003 | Shiro's Songbook Selection London Freedom Choir | [ 13 ] |
| 2005 | Shiro's Songbook Ver 7.0                        | [ 14 ] |
| 2013 | Shiro's Songbook Xpressions                     | [ 15 ] |
| 2017 | Shiro's Songbook The Hidden Wonder of Music     | [ 16 ] |
| 2018 | Shiro's Ani-Songbook                            | [ 17 ] |
| 2022 | Shiro’s Songbook 11                             | [ 18 ] |

### T-Square
| Any  | Títol             | Ref(s) |
| ---- | ----------------- | ------ |
| 1978 | Lucky Summer Lady | [ 19 ] |
| 1978 | Midnight Lover    | [ 20 ] |
| 1979 | Make Me A Star    | [ 21 ] |

## Obres

### Anime

#### Sèries de televisió
| Any  | Títol                              | Ref(s)        |
| ---- | ---------------------------------- | ------------- |
| 1984 | Attacker You!                      | [ 22 ]        |
| 1987 | Kimagure Orange Road               | [ 23 ]        |
| 1990 | Fushigi no Umi no Nadia            | [ 24 ]        |
| 1990 | Ranma ½                            | [ 25 ]        |
| 1995 | Neon Genesis Evangelion            | [ 26 ]        |
| 1998 | Kare Kano                          | [ 27 ]        |
| 2002 | Magical Shopping Arcade Abenobashi | [ 28 ]        |
| 2004 | Bleach                             | [ 29 ]        |
| 2007 | Skull Man                          | [ 30 ]        |
| 2012 | Magi: The Labyrinth of Magic       | [ 31 ]        |
| 2013 | Magi: The Kingdom of Magic         | [ 32 ]        |
| 2014 | Black Bullet                       | [ 33 ]        |
| 2016 | Berserk                            | [ 34 ] [ 35 ] |
| 2018 | SSSS.Gridman                       | [ 36 ]        |
| 2021 | SSSS.Dynazenon                     | [ 37 ]        |
| 2022 | Bleach: Thousand-Year Blood War    | [ 38 ]        |

#### Pel·lícules i OVAs
| Any  | Títol                                       | Ref(s) |
| ---- | ------------------------------------------- | ------ |
| 1985 | Leda: The Fantastic Adventure of Yohko      | [ 39 ] |
| 1985 | Megazone 23 Part I                          | [ 40 ] |
| 1986 | Ai City                                     | [ 41 ] |
| 1987 | Megazone 23 Part II                         | [ 42 ] |
| 1987 | Battle Royal High School                    | [ 43 ] |
| 1988 | Kimagure Orange Road                        | [ 44 ] |
| 1991 | Fushigi no Umi no Nadia                     | [ 45 ] |
| 1992 | Macross II                                  | [ 46 ] |
| 1992 | Ushio &amp; Tora                            | [ 47 ] |
| 1996 | Garzey's Wing                               | [ 48 ] |
| 1997 | Neon Genesis Evangelion: Mort i Renaixement | [ 49 ] |
| 1997 | Neon Genesis Evangelion: la fi              | [ 50 ] |
| 2006 | Bleach: Memories of Nobody                  | [ 51 ] |
| 2007 | Evangelion: 1.0 You Are (Not) Alone         | [ 52 ] |
| 2007 | Bleach: The DiamondDust Rebellion           | [ 53 ] |
| 2008 | Bleach: Fade to Black                       | [ 54 ] |
| 2009 | Evangelion: 2.0 You Can (Not) Advance       | [ 55 ] |
| 2010 | Bleach: Hell Verse                          | [ 56 ] |
| 2012 | Berserk: The Golden Age Arc                 | [ 57 ] |
| 2012 | Evangelion: 3.0 You Can (Not) Redo          | [ 58 ] |
| 2014 | until You come to me.                       | [ 59 ] |
| 2015 | On a Gloomy Night                           | [ 60 ] |
| 2015 | Memoirs of Amorous Gentlemen                | [ 61 ] |
| 2021 | Evangelion: 3.0+1.0 Thrice Upon a Time      | [ 62 ] |
| TBA  | Gridman × Dynazenon                         | [ 63 ] |

### Pel·lícules
| Any  | Títol           | Ref(s) |
| ---- | --------------- | ------ |
| 2001 | Musa            | [ 64 ] |
| 2004 | Casshern        | [ 65 ] |
| 2006 | The Restless    | [ 66 ] |
| 2015 | Attack on Titan | [ 67 ] |
| 2016 | Shin Godzilla   | [ 68 ] |
| 2020 | Wotakoi         | [ 69 ] |
| 2022 | Shin Ultraman   | [ 70 ] |

### Drames de televisió
| Any  | Títol                         | Ref(s) |
| ---- | ----------------------------- | ------ |
| 2002 | Love Quotient                 | [ 71 ] |
| 2010 | Tomehane! Suzuri Kōkō Shodōbu | [ 72 ] |

### Videojocs
| Any | Títol        | Ref(s) |
| --- | ------------ | ------ |
| TBA | Project GAMM | [ 73 ] |